# Kanton Monestiés
Kanton Monestiés (francouzsky Canton de Monestiés) je francouzský kanton v departementu Tarn v regionu Midi-Pyrénées. Tvoří ho devět obcí.

## Obce kantonu
- Combefa
- Laparrouquial
- Monestiés
- Montirat
- Saint-Christophe
- Salles
- Le Ségur
- Trévien
- Virac